# Пошкус, Болюс Игнович
Болюс Игнович Пошкус (9 апреля 1930 — 9 июля 2014) — российский учёный в области экономики АПК, академик ВАСХНИЛ (1985), академик Российской академии наук (2013).

## Биография
Родился в д. Ужумельничис Варенского района Литовской Республики.
Окончил Вильнюсский государственный университет им. В. Капсукаса (1955).
- 1955—1959 младший научный сотрудник Института экономики Академии наук Литовской ССР;
- 1959—1966 зам. начальника отдела сельского хозяйства Госплана Литовской ССР;
- 1966—1989 директор Литовского НИИ экономики сельского хозяйства,
- 1989—1991 заместитель председателя Государственной комиссии Совета Министров СССР по продовольствию и закупкам,
- 1991—1997 вице-президент РАСХН (1991—1997).
- 1997—2014 главный научный сотрудник ФГБНУ «Всероссийский институт аграрных проблем и информатики им. А. А. Никонова», одновременно президент Московской зерновой биржи.

Депутат Верховного Совета СССР (народный депутат) (1988[уточнить]—1991). Депутат Верховного Совета Литовской ССР (1970—1982), член Комитета народного контроля ЛитССР (1982—1987), член коллегии МСХ ЛитССР (1970—1989).
Разработчик системы дифференциации закупочных цен на с.-х. продукцию.
Доктор экономических наук (1981), профессор (1982), академик ВАСХНИЛ (1985), академик РАН (2013). Академик Академии аграрных наук Республики Беларусь (1991), Академии наук Республики Казахстан (1992), почётный академик Академии наук Республики Башкортостан (1995).

## Награды, премии, почётные звания
Заслуженный деятель науки РФ. Лауреат Государственной премии Литовской ССР (1980), заслуженный экономист Литовской ССР (1976). Награжден орденом Ленина (1985), орденом Трудового Красного Знамени (1978), 4 медалями.

## Труды
Опубликовал около 200 научных работ на русском и литовском языках.
Книги:
- Резервы дальнейшего увеличения сельскохозяйственного производства. — Вильнюс, 1972. — 274 с.
- Выравнивание экономических условий хозяйствования. — Вильнюс, 1979. — 201 с.
- Аграрные отношения: теория, историческая практика, перспективы развития / соавт.: И. Н. Буздалов и др.; РАН. — М.: Наука, 1993. — 270 с.
- Крестьянство России на перепутье / ГНУ Всерос. ин-т аграр. пробл. и информатики им. А. А. Никонова. — М., 2005. — 194 с.
- Аграрный протекционизм: научные основы и механизмы осуществления в условиях рыночных отношений / соавт.: И. Н. Буздалов и др. — М.: Энцикл. рос. деревень, 2007. — 471 с. — (Науч. тр. / Всерос. ин-т аграр. пробл. и информатики им. А. А. Никонова; вып. 17).
- Становление рыночных отношений в сельском хозяйстве. — М.: Энцикл. рос. деревень, 2009. — 219 с.- (Науч. тр. / Всерос. ин-т аграр. пробл. и информатики им. А. А. Никонова; вып. 29).
- Организация консультационной деятельности: учеб.-метод. пособие / соавт.: В. В. Козлов, Е. Ю. Козлова. — М., 2010. — 151 с.